# Supercopa de la CAF 2017
La Supercopa de la CAF 2017  fue la 25.ª edición de la Supercopa de la CAF. El encuentro organizado por la Confederación Africana de Fútbol fue disputado entre el vencedor de la Liga de Campeones de la CAF y el vencedor de la Copa Confederación de la CAF.
El partido se disputó entre el Mamelodi Sundowns de Sudáfrica, campeón de la Liga de Campeones de la CAF 2016, y el TP Mazembe de RD del Congo, vencedor de la Copa Confederación de la CAF 2016, el encuentro fue disputado en el Estadio Loftus Versfeld de la ciudad de Pretoria, Sudáfrica, el 18 de febrero de 2017.
Mamelodi Sundowns ganó el partido 1–0, ganando su primer título de la Supercopa de la CAF.

## Participantes
- Mamelodi Sundowns
- TP Mazembe

## Estadio
| Pretoria                | Pretoria |
| ----------------------- | -------- |
| Estadio Loftus Versfeld | Pretoria |

## Partido
| 18 de febrero de 2017 | Mamelodi Sundowns | 1-0     | TP Mazembe | Estadio Loftus Versfeld, Pretoria, |                          |
| 12:00                 | Nascimento 83'    | Reporte |            | Árbitro(s): Ghead Grisha           | Árbitro(s): Ghead Grisha |